# Krzywe
Krzywe [ˈkʂɨvɛ] (deutsch Krzywen, 1907–1945 Rundfließ) ist ein zur Gemeinde Prostki (Prostken) zählendes Dorf im nordöstlichen Masuren in der polnischen Woiwodschaft Ermland-Masuren im Powiat Ełcki (Kreis Lyck).

## Geographische Lage
Das Dorf befindet sich 12 Kilometer Luftlinie nordöstlich der Ortschaft Prostki (deutsch Prostken) und 18 Kilometer südöstlich der Kreisstadt Ełk (Lyck).
Nördlich von Krzywe erstreckt sich der Jezioro Krzywe (bis 1907 Krzywener See, 1907–1945 Rundfließer See), der über einen kleinen Fluss in Verbindung mit dem größeren Jezioro Stackie  (Statzener See) steht.

## Geschichte
1439 wurde Krzywen erstmals als Freigut nach Magdeburger Recht urkundlich erwähnt.
Am 27. Mai 1874 entstand im Zuge einer preußischen Gemeindereform der Amtsbezirk Sawadden, zu dem die Landgemeinden Brodowen, Buczylowen, Cziessen, Czyntschen, Jebramken, Klein Lasken, Krzywen, Kutzen, Ossarken, Statzen, Sypittken sowie der Gutsbezirk Sawadden gehörten. Am 30. Juni 1906 wurde der Amtsbezirk Sawadden in „Amtsbezirk Sypittken“ umbenannt.
Am 17. Juli 1907 kam es zur Umbenennung von Krzywen in „Rundfließ“, wobei man das bisher namentlich zugrunde liegende slawische 'krzywa' (Kurve) entsprechend zu übertragen versuchte.
1908 umfasst der Amtsbezirk Sypittken die Landgemeinden Czießen, Czynczen, Klein Lasken, Kutzen, Rundfließ, Statzen und Sypittken selber sowie den Gutsbezirk Lyck, Domänenamt (teilweise).
Am 1. Dezember 1910 zählte Rundfließ 444 Einwohner.
Aufgrund der Bestimmungen des Versailler Vertrags stimmte die Bevölkerung im Abstimmungsgebiet Allenstein, zu dem Rundfließ gehörte, am 11. Juli 1920 über die weitere staatliche Zugehörigkeit zu Ostpreußen (und damit zu Deutschland) oder den Anschluss an Polen ab. In Rundfließ stimmten 280 Einwohner für den Verbleib bei Ostpreußen, auf Polen entfiel keine Stimme.
1933 waren in Rundfließ 493 Einwohner verzeichnet, 1938 waren es nur noch 418.
Nach Ende des Zweiten Weltkrieges 1945 fiel das zum Deutschen Reich (Ostpreußen), Kreis Lyck, gehörende Rundfließ an Polen. Die ansässige deutsche Bevölkerung wurde, soweit sie nicht geflüchtet war, nach 1945 größtenteils vertrieben bzw. ausgesiedelt und neben der angestammten masurischen Minderheit durch Neubürger aus anderen Teilen Polens ersetzt. Rundfließ wurde in der polnischen Schreibweise des historischen Ortsnamens Krzywen in „Krzywe“ umbenannt und ist heute Sitz eines Schulzenamtes und als solches eine Ortschaft im Verbund der Gmina Prostki (Landgemeinde Prostken) im Powiat Ełcki (Kreis Lyck).
Von 1975 bis 1998 gehörte Krzywe zur damaligen Woiwodschaft Suwałki, kam dann 1999 zur neu gebildeten Woiwodschaft Ermland-Masuren.

## Religionen
Bis 1904 war Krzywen in die evangelische Kirche Pissanitzen, danach bis 1945 in die Kirche in Wischniewen (1938 bis 1945 Kölmersdorf, polnisch Wiśniowo Ełckie) in der Kirchenprovinz Ostpreußen der Kirche der Altpreußischen Union sowie in die römisch-katholische Kirche St. Adalbert in Lyck (Ełk) im Bistum Ermland eingepfarrt.
Heute gehört Krzywe katholischerseits zur Pfarrei in Wiśniowo Ełckie, die mit der Filialkirche in Sypitki Teil des Bistums Ełk der Römisch-katholischen Kirche in Polen ist. Die evangelischen Einwohner halten sich zur Kirchengemeinde in der Kreisstadt Ełk, einer Filialgemeinde der Pfarrei in Pisz (Johannisburg) in der Diözese Masuren der Evangelisch-Augsburgischen Kirche in Polen.

## Verkehr
Krzywe liegt an einer Nebenstraße, die Zawady-Tworki (Sawadden, 1938 bis 1945 Grenzwacht) entlang der Seeuferstraße mit Sypitki (Sypittken, 1938 bis 1945 Vierbrücken) verbindet.
Im Oktober 1913 wurde der Ort mit einem eigenen Haltepunkt an die Lycker Kleinbahnen angeschlossen, wodurch eine direkte Eisenbahnverbindung zur Kreisstadt Lyck (Ełk) entstand.